# Torymus aiolomorphi
Torymus aiolomorphi is een vliesvleugelig insect uit de familie Torymidae. De wetenschappelijke naam is voor het eerst geldig gepubliceerd in 1964 door Kamijo.